# 聯合國安全理事會否決權

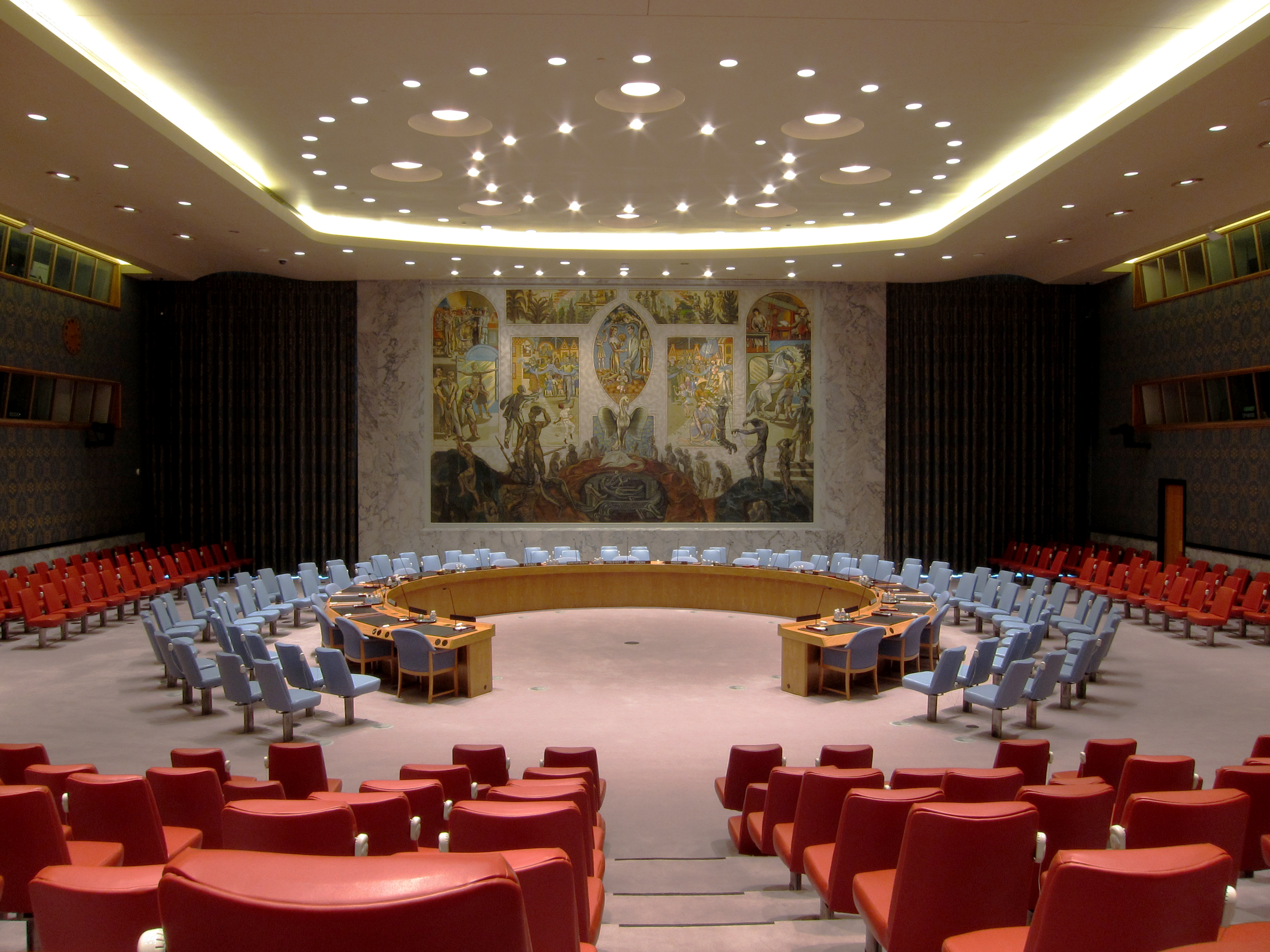
聯合國安全理事會會議廳

联合国安全理事会否决权，简称一票否决权，是指联合国安全理事会的5個常任理事國（美国、英国、法國、俄羅斯、中國）各自擁有否決權，能对非程序性事項的安理會決議草案進行否決，以达至对具有强制性的安理会决议的“大国一致”。即使非程序性事項的安理會決議草案獲得大部分成員國的支持，但只要有一個常任理事國投下反對票（即行使否決權）便能使該決議草案被否決，若是常任理事國於投票時缺席或投棄權票則不視為否決。即便決議草案被否決，安理會和联合国大会仍能以聯合國大會第377號決議等途徑進行討論；2022年4月26日，联合国大会通过聯合國大會第76/262号决议，要求在常任理事国动用否决权之后将由聯合國大會在10天内自动召开会议對此進行檢視。

## 历史背景
否決權是為了保障聯合國創始國——即第二次世界大戰的主要戰勝國——的權益而設立。
於1944年的聯合國成立會議上，通過由美（美利堅合眾國）、中（中華民國）、苏（蘇維埃社會主義共和國聯盟）、英（大不列顛及北愛爾蘭聯合王國）、以及法（法兰西第四共和国）五國成為常任理事國。
當時法國已戰敗，被納粹德國佔領，但其國際聯盟常任理事國地位、殖民力量和參與盟軍活動皆由自由法國代表，使法國與其餘四國享有同等地位；而且當時英國积极为法國爭取常任理事國資格，用以对抗苏联。
1958年10月4日，法蘭西第五共和國正式建立後取代法兰西第四共和国在安理会常任理事国的所有权利。
1971年10月25日，中華人民共和國在联大2758号决议通过后取代中華民國在安理会常任理事国的所有權利。
1991年12月27日，俄羅斯聯邦在蘇聯解體後取代蘇聯在安理会常任理事国所有权利。

## 授权法源
根據《聯合國憲章》第27條：
|  | 安全理事會每一理事國應有一個投票權。 安全理事會關於程序事項之決議，應以九理事國之可決票表決之。 安全理事會對於其他一切事項之決議，應以九理事國之可決票包括全體常任理事國之同意票表決之；但對於第六章及第五十二條第三項內各事項之決議，爭端當事國不得投票。 |

## 否决权行使次数
1946年至今联合国安理会常任理事国行使否决权次数统计
歷史上大部分的否決權都是由蘇聯所行使。在1991年蘇聯解體後到2006年，美國是行使否決權最頻繁的國家。
至2023年，5個常任理事國共行使277次否決權：
1. 苏联／ 俄羅斯：127次（ 苏联：90次； 俄羅斯：37次）
2. 美国：85次
3. 英国：29次
4. ／ 中國：20次（ 中華民國：1次； 中华人民共和国：19次）
5. 法國：16次

### 苏联／俄羅斯
在聯合國成立早期，苏联驻联合国代表安德烈·葛罗米柯曾多次投反對票，故此他又被稱為「否決先生」（Mr. Нет）。事實上，歷史上近半數的否決權的是由蘇聯行使的（在首10年就行使了80次）。苏联不斷否決接納新成員國，以報復美國拒絕接納蘇聯的衛星國。
1991年蘇聯解體後，繼承其安理會常任理事國席位的俄羅斯僅少量行使其否決權。但在进入21世纪后，俄罗斯政府多次行使否决权否决关于南奥塞梯战争、克里米亚危机和中東（包括敘利亞）的决议草案。

### 美国
美國於1970年首次就羅德西亞危機行使否決權，並於1972年起單獨行使否決權，以阻止制裁以色列的議案通過。自那時起至2006年，美國成為最常行使否決權的常任理事國，主要用於否決批評及譴責以色列的議案（內格羅蓬特主義）。美國曾經二十餘次否決有關中東（包括巴勒斯坦问题）的決議草案。

### 英国
1956年，英國曾與法國聯手否決美國要求兩國自第二次中東戰爭撤兵的議案。但是，當美國依據聯合國大會第377號決議召開緊急會議，並通過撤兵決議後，兩國便答應撤軍。英國也曾就羅德西亞獨立問題上行使否決權。英国政府在1989年之后便未再行使过否决权。

### 中華民國／中华人民共和国
自1945年至1971年，安理會的中國席位都是由中華民國政府代表。在此期間，中華民國只在1955年12月13日行使了一次否決權，以阻止蒙古人民共和國加入聯合國，因中華民國宣稱蒙古地區為中華民國法理領土之一部分。直至1960年，蘇聯宣稱若蒙古不獲接納成為會員國，它會阻止所有新獨立的非洲國家加入。時值拉攏非洲友邦期間，之後中華民國便不再否決此等草案。
自1971年10月25日聯合國大會第2758號決議，接手中華民國的「中國」議席後，中華人民共和國於1972年第一次行使否決權。
截至2023年，中华人民共和国行使否決权共18次，并且共11次与中東相关。

### 法國
法國不常行使其否決權。它在1976年否決承認科摩罗對馬約特島的主權，因當時該島居民公投是否對脫離法國管治。2003年法國威脅美國否決有關美國入侵伊拉克的1441號決議，法、美兩國因此起磨擦；而巴黎由於跟華盛頓和倫敦在此議題上交惡，站向北京與莫斯科一邊。除此在外，法國在大部分決議均與英國、美國立場相近。法国政府在1989年以后便未再行使过否决权。

## 批评与争议

### 重組否決權
聯合國安理會內的否決權是否合適，一直引起爭議。主要的論點包括：常任理事國已經不再代表聯合國內最穩定和負責任的成員國，而且否決權拖慢重要的決策過程。
由於安理會成立至今，全世界的政治和經濟形勢已大有改變，有爭論究竟現任常任理事國是否最合適擁有否決權。另一反對現有保留否決權的論點是，它不利於迅速和平衡的政治決策。有言論質疑常任理事國可用否決權作為其盟邦的政治支援，如美國就曾多次否決譴責其盟邦以色列的議案；同理，中国和俄罗斯（苏联）也曾為朝鲜、伊朗、伊拉克、敘利亞、利比亞、委內瑞拉等而對美国和英国祭出否決權。
支持保留否決權者相信這對於現今地緣政治仍是必須的；而且就算取消否決權，安理會仍會在全球議題上，受到「少數服從多數」的問題影響。

### 擴展安理會常任理事國議席
應否增設常任理事國議席的議題引起熱烈討論，包括新常任理事國應否擁有否決權的議題。現任常任理事國樂意增設議席，但對擴展否決權抱不樂意甚至反對態度，聲稱此舉會癱瘓安理會，使其失去效用。除此之外，由印度、德國、巴西和日本組成的「四國聯盟」反駁說現時的安理會只代表1946年的世界，而非现时的。此四國聲稱，安理會須代表更多人口，否則會失去重要性，使聯合國淪為國際聯盟般。四國聯盟已展開外交遊說，使更多國家支持他們。
但由于国家利益或历史因素，“四国联盟”入常被现有的常任理事国或其他成员国所反对。
- 中國反對日本、印度成為常任理事國。
- 美國只接受日本、印度和另一個非洲國家入常，但因巴基斯坦反對印度入常，因此美国政府不主张赋予新常任理事国否决权。
- 俄羅斯僅支持印度入常，对其他國家态度模糊。
- 英国、法国反对德国入常。[5]
- 意大利等國發起的「咖啡俱樂部」一直反對擴充常任理事國的名額。

### 蘇聯否決權繼承問題
2023年9月，烏克蘭總統澤倫斯基出席聯合國安理會，他在會上呼籲剝奪俄羅斯的否決權，並表示烏克蘭也有權繼承蘇聯的否決權。